# Osanica (Serbia)
Osanica (cyr. Осаница) – wieś w Serbii, w okręgu braniczewskim, w gminie Žagubica. W 2011 roku liczyła 1048 mieszkańców.